# Paracalamobius
Paracalamobius is een kevergeslacht uit de familie van de boktorren (Cerambycidae). De wetenschappelijke naam van het geslacht werd voor het eerst geldig gepubliceerd in 1982 door Breuning.

## Soorten
Paracalamobius is monotypisch en omvat slechts de volgende soort:
- Paracalamobius tonkineus Breuning, 1982